# 中国双塔山爱情电影周
中国双塔山爱情电影周是在河北省承德市双滦区于每年七夕节前后，举办的以爱情为主题的双塔山爱情电影周。第一届于2018年8月11日至17日举行。

## 第一届主办方
| - 中华文化促进会 - 中国电影家协会 - 中央新影集团 - 大众电影杂志社 - 中国台港电影研究会 - 北京微电影产业协会 - 中共承德市双滦区委 - 承德市双滦区人民政府 | - 中视微传（北京）文化发展有限公司 - 中共承德市双滦区委宣传部 - 中央新影艺术团 - 中国艺术节基金会老艺术家基金 - 文化部乡协影视文化发展委员会 - 双滦广播电视台 |

## 第一届（2018年）

### 系列活动
- 新闻发布会及启动仪式[2]
- 志愿者、礼仪小姐选拔活动
- 中国双塔山爱情电影周开幕式
- 爱情电影展映周
- 中国北方爱情产业博览会
- 改革开放40年爱情电影产业发展论坛
- 爱情电影歌曲演唱会
- 新中国十大经典银幕情侣形象评选
- 情定双塔山-七夕祈福大会
- 双塔山爱情电影周闭幕式暨爱情电影年度盛典

### 电影周荣誉名单
改革开放40周年中国十大优秀爱情电影：《庐山恋》、《被爱情遗忘的角落》、《人生》、《芙蓉镇》、《不见不散》、《云水谣》、《山楂树之恋》、《失恋33天》、《致我们终将逝去的青春》、《北京遇上西雅图》
改革开放四十年中国十大优秀爱情电影优秀男主角：郭凯敏、周里京
改革开放四十年中国十大优秀爱情电影优秀女主角：沈丹萍
改革开放四十年中国十大优秀爱情电影最受观众欢迎演员：刘晓庆
2017年度优秀影片：《喜欢·你》、《前任3：再见前任》、《羞羞的铁拳》
2017年度优秀导演：沈东《六年·六天》
2017年度优秀男主角：韩庚、黄轩、冯绍峰、吴刚
2017年度优秀女主角：周冬雨、蒋梦婕、焦俊艳、王丽坤
组委会特别表彰影片：《情不自禁》、《只想好好和你在一起》、《冰岛之恋》、《当爱情经过的时候》

## 外表链接
- 中国双塔山爱情电影周2018年（页面存档备份，存于）
- 中国双塔山爱情电影周开幕式2018年8月（页面存档备份，存于）